# حارة بير التركي (صنعاء)
حارة بير التركي هي إحدى حارات حي الثورة بمديرية الثورة إحد مديريات العاصمة اليمنية صنعاء، بلغ تعداد سكانها 4985 نسمة حسب تعداد اليمن لعام 2004.